# Becky Lavelle
Rebecca (Becky) Lavelle (* 5. Dezember 1974 in Minnetonka, Minnesota als Becky Gibbs) ist eine ehemalige US-amerikanische Triathletin.

## Werdegang
In ihrer Jugend war Becky Gibbs gemeinsam mit ihrer Zwillingsschwester Jenny im Schwimmsport sehr erfolgreich. Als Jugendliche holte sich Becky sieben Jahre lang als beste Schwimmerin des Bundesstaates Minnesota viele Titel. Bevor sie Triathlon-Profi wurde, studierte sie Kinesiologie an der Louisiana State University (LSU). Hier konnte sie ihre athletische Stärke zeigen, kam zehnmal in die landesweite Bestenauswahl und holte sich den All-American-Status NCAA. Trotz des strengen Trainings und der Wettkämpfe schloss sie ihr Studium mit der Auszeichnung summa cum laude ab.
Beckys Zwillingsschwester Jenny besuchte ebenso die LSU, obwohl sie nicht im College-Team schwamm. Jenny wurde Beckys größter Fan.
Sie startete seit 1999 im amerikanischen Triathlon-Nationalteam und seit 2002 ist sie mit dem Triathleten Brian Lavelle verheiratet. 2004 musste sie verletzungsbedingt für ein Jahr pausieren. 2005 wurde sie US-amerikanische Meisterin auf der Triathlon-Kurzdistanz (1,5 km Schwimmen, 40 km Radfahren und 10 km Laufen).
2007 wurde sie auch US-amerikanische Meisterin auf der Triathlon-Langdistanz. Im Dezember des Jahres verlor Becky Lavelle nach einem tragischen Unfall ihre Schwester. Um den Trauerprozess zu unterstützen und um das Bewusstsein für die häufige Krankheit der Postpartalen Stimmungskrisen zu stärken, gründete Becky gemeinsam mit ihrer Familie die Stiftung „Jenny's Light“.
Bei den Ironman 70.3 World Championships in Florida 2008 wurde sie Dritte. 2010 wurde ihre Tochter geboren und sie legte eine Mutterschaftspause ein. 2012 erklärte Becky Lavelle ihre aktive Zeit als Triathlon-Profi für beendet. Becky Lavelle lebt in Rio del Mar und ist als Coach tätig.

## Auszeichnungen
- 1998, B.S. Kinesiology, Louisiana State University, summa cum laude
- 2005 wurde sie vom „Triathlete Magazine“ zum „Comeback Athlete of the Year“ gewählt.
- 2006, 2008 Multisport Athlete of the Year (USA)
- 2008 Beijing Olympic Triathlon Team Ersatzspielerin (USA)
- Über 50 Triathlon-Siege (Kurz-, Mittel- und Langdistanzen)

## Sportliche Erfolge
| Datum/Jahr    | Rang | Wettbewerb                                         | Austragungsort     | Zeit     | Bemerkung                                   |
| ------------- | ---- | -------------------------------------------------- | ------------------ | -------- | ------------------------------------------- |
| 24. Juni 2012 | 1    | 5150 New Orleans                                   | New Orleans        | 02:11:52 |                                             |
| 10. Sep. 2011 | 2    | The Triathlon at Pacific Grove                     | Pacific Grove      | 02:06:13 | Zweite hinter der Tschechin Radka Vodičková |
| 12. Juni 2011 | 3    | 5150 Washington                                    | Washington, D.C.   |          |                                             |
| 5. Juni 2011  | 3    | Escape from Alcatraz Triathlon                     | San Francisco      | 02:02:53 |                                             |
| 16. Aug. 2009 | 1    | Ironman 70.3 Lake Stevens                          | Washington         | 03:56:36 | [ 5 ]                                       |
| 14. Juni 2009 | 3    | Escape from Alcatraz Triathlon                     | San Francisco      | 02:24:00 | hinter der Siegerin Mary Beth Ellis         |
| 14. Nov. 2008 | 3    | Ironman 70.3 World Championship                    | Clearwater         |          |                                             |
| 3. Mai 2007   | 1    | Wildflower Triathlon                               | Lake San Antonio   | 04:35:19 |                                             |
| 2007          | 3    | Ironman 70.3 California                            | Oceanside          |          |                                             |
| 2007          | 1    | USA Long Distance Triathlon National Championships | Vereinigte Staaten |          | U.S. Championships                          |
| 2. Sep. 2006  | 24   | ITU Triathlon World Championships                  | Lausanne           | 02:08:00 |                                             |
| 30. Juli 2006 | 1    | Vineman Ironman 70.3                               | Sonoma County      | 04:29:10 |                                             |
| 10. Sep. 2005 | 34   | ITU Triathlon World Championships                  | Gamagori           | 02:05:24 |                                             |
| 2005          | 1    | USA Triathlon National Championships               | Bellingham         | 02:07:55 | Nationale Meisterin                         |
| 6. Dez. 2003  | 15   | ITU Triathlon World Championships                  | Queenstown         | 02:10:27 |                                             |
| 3. Mai 2003   | 2    | Wildflower Triathlon                               | Lake San Antonio   |          |                                             |
| 2003          | 3    | USA Triathlon National Championships               | San Francisco      |          | U.S. Championships                          |
| 4. Mai 2002   | 2    | Wildflower Triathlon                               | Lake San Antonio   |          |                                             |
| 1. Mai 2001   | 2    | Wildflower Triathlon                               | Lake San Antonio   |          |                                             |

| Datum/Jahr    | Rang | Wettbewerb   | Austragungsort | Zeit     | Bemerkung |
| ------------- | ---- | ------------ | -------------- | -------- | --- |
| 28. Okt. 2012 | 1    | Rev3 Florida | Venice         | 03:54:00 | Siegerin der Erstaustragung, neben Jesse Thomas (1,5 Meilen Laufen, 56 Meilen Radfahren und 13,1 Meilen Laufen) |

(DNF – Did Not Finish)